# Andromeda (yacht)
M/Y Andromeda, tidigare Ulyssess, är en megayacht tillverkad av Kleven Yachts i Norge. Hon sjösattes 2015 och levererades i mars 2016 till sin dåvarande ägare Graeme Hart, en nyzeeländsk entreprenör. Redan året därpå lade Hart upp megayachten till försäljning för ett pris på 195 miljoner amerikanska dollar. Den blev såld men ägaren var dock okänd. Megayachten fick i alla fall det nuvarande namnet efter köpet. Det spekulerades om att den amerikanske IT-entreprenören Mark Zuckerberg hade köpt den. Både Zuckerberg och Facebook Inc avfärdade dock spekulationerna. Senare skede började nyhetsmedia rapportera om att den då ryske och nu israeliske investeraren Jurij Milner hade köpt megayachten. En talesperson för Milner avfärdade dock uppgifterna. I mars 2022 hävdade den amerikanska affärstidningen Forbes att Milner var den faktiska ägaren till Andromeda.
Megayachten designades exteriört av Marinteknik Verkstads AB medan interiören designades av H2 Yacht Design. Den är 107,42 meter lång och har en kapacitet upp till 30 passagerare fördelat på 15 hytter. Den har också minst en helikopter.